# Aegidius Tschudi

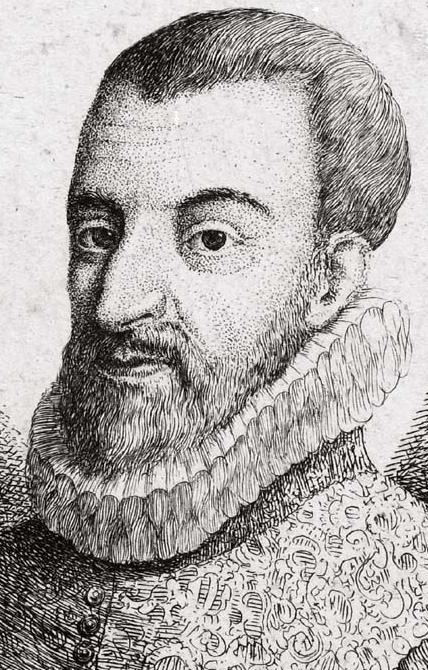
Aegidus Tschudi

Egidio (o Gilg, Gilles, Aegidius) Tschudi (5 de febrero de 1505, Glaris - 28 de febrero de 1572) fue un político, diplomático, geógrafo e historiador suizo, considerado el padre de la Historiografía de Suiza. 
Era católico, aunque Ulrico Zuinglio fue su tutor. A pesar de su talante moderado, apoyó la Contrarreforma.
Tschudi fue Landamann en 1558 y más tarde due ennoblecido por el Emperador Fernando I de Habsburgo tras haber ejercido de embajador.
Tschudi fue, ante todo, un geógrafo, y desde 1524 se lanza a los caminos de los Alpes. Cruzó los pasos de Septimer, San Gotardo, Furka, Grimsel y Gran San Bernardo. Como resultado de sus viajes, escribió en el año 1528 Alpisch Rhaetia que se publicó en 1538 junto con un mapa de Suiza. Esta publicación le hará famoso allende las fronteras suizas.
A pesar de esto, se le conoce más gracias a su faceta de historiador de Suiza. Su búsqueda incesante y la recopilación de documentos originales le permitió reunir el material necesario para la elaboración de tres proyectos importantes. Su trabajo, sin perder su valor, ha sido ampliamente corregido por estudios más recientes.
También parece que falsificó algunas inscripciones en latín con el fin de impulsar los orígenes de su propia familia en la historia temprana de la Confederación Suiza y de Glaris.